# Cosme Gaillard
Cosme Gaillard est un homme politique français né le 26 septembre 1750 à Montargis (Orléanais) et décédé le 9 mars 1829 à Montargis (Loiret).

## Biographie
Cosme François Gaillard naît le 26 septembre 1750 à Montargis dans l'ancienne province de l'Orléanais. Il est le fils de Louis Gaillard des Aulnes, maire perpétuel de Montargis, et de Marie Madeleine Ozon.
En 1783, il acquiert l'office d'avocat du roi aux bailliage et présidial de Montargis.
Au cours de la Révolution française, il est élu premier suppléant pour le Loiret à la Convention nationale de la Première République le 7 septembre 1792 et est admis à siéger comme député du Loiret le 26 juillet 1793 à la suite de la fuite de Jean-Baptiste Louvet de Couvray, Girondin, qui sous la menace d'une condamnation s'exile en Suisse,.
Gaillard quitte la vie politique après la Convention et devient juge au tribunal de Montargis.
Il meurt le 9 mars 1829 à Montargis dans le département du Loiret à l'âge de 78 ans sous la Seconde Restauration.